# Этчеверри, Томас Мартин
Томас Мартин Этчеверри (исп. Tomás Martín Etcheverry; род. 18 июля 1999, Ла-Плата) — аргентинский профессиональный теннисист.

## Общая информация
Родился в семье юристов (отец — Фернандо и мать — Мария Лия); у него есть по два родных и сводных братьев и сестёр.
Начал играть в теннис в возрасте пяти лет. Кумиры в мире тенниса — Новак Джокович и Хуан Мартин дель Потро. Есть собака по кличке «Ролан Гаррос».

## Спортивная карьера
Эчеверри играл в турнирах Юниорского тура ITF до начала 2017 года, а в 2016 году дважды участвовал в юниорских турнирах Большого шлема на Открытом чемпионате Франции и Уимблдоне. Оба раза проиграл в первом раунде. Благодаря хорошим результатам на небольших турнирах в начале 2017 года ему удалось достичь 12-го места в рейтинге среди юниоров.

### 2018—2019
В 2018 году Эчеверри впервые вошел в топ-1000 мирового рейтинга. В том году он дошел до четырех финалов в рамках младшей серии «фьючерс» и выиграл два турнира.
В 2019 году он выиграл три «фьючерса» из семи и к концу года занял 341-е место.

### 2020—2021
В августе 2020 года в Триесте ему удалось выйти в четвертьфинал турнира серии «челленджер». Затем в Сибиу, Румыния, Эчеверри впервые удалось выйти в финал «челленджера», где он проиграл швейцарцу Марку-Андреа Хуслеру со счетом 5-7 и 0-6. В парном разряде он выиграл шесть «фьючерсов» до 2020 года.
2021 год начался с дебюта аргентинца на турнире ATP-тура в Делрей-Бич, где он попал в основную сетку. Он уступил в первом раунде Кристиану Харрисону. После этого он отправился в Европу и выступил на «челленджер» в Анталии, где дошел до четвертьфинала.

### 2022—2023
В 2022 году Томас Мартин сыграл в первых раундах всех четырёх турниров Большого шлема, но во всех уступил.
В январе 2023 года на Открытом чемпионате Австралии, он впервые в карьере выиграл матч на турнирах Большого шлема, взяв верх над в первом раунде над французом Грегуаром Баррере.
В начале марта 2023 года на турнире в Чили сумел дойти до финала. В апреле уступил в финале грунтового турнира в  Хьюстоне.

### 2024
В середине января 2024 года на турнире Большого шлема — Открытом чемпионата Австралии, Этчеверри победил опытного британца Энди Маррея и француза Гаэлем Монфисом, а в третьем раунде проиграл Новаку Джоковичу. В мае уступил в финале грунтового турнира АТР 250 в Лионе французу Джованни Мпетши Перрикару.

## Рейтинг на конец года
| Год  | Одиночный рейтинг | Парный рейтинг |
| 2024 | 39                | 206            |
| 2023 | 30                | 591            |
| 2022 | 79                | 235            |
| 2021 | 130               | 281            |
| 2020 | 257               | 352            |
| 2019 | 341               | 460            |
| 2018 | 641               | 733            |
| 2017 | 1029              |                |
| 2016 | 1759              |                |

## Выступления на турнирах

### Финалы турнировATPв одиночном разряде (3)

#### Поражения (3)
| Титулы                      |
| --------------------------- |
| Турниры Большого шлема (0)* |
| Итоговый турнир ATP (0)     |
| Мастерс (0)                 |
| АТР 500 (0)                 |
| АТР 250 (0)                 |

| №  | Дата          | Турнир         | Покрытие | Соперник в финале        | Счёт              |
| 1. | 5 марта 2023  | Сантьяго, Чили | Грунт    | Николас Ярри             | 7-6(5) 6-7(5) 2-6 |
| 2. | 9 апреля 2023 | Хьюстон, США   | Грунт    | Фрэнсис Тиафо            | 6-7(1) 6-7(6)     |
| 3. | 25 мая 2024   | Лион, Франция  | Грунт    | Джованни Мпетши Перрикар | 4-6 6-1 6-7(7)    |